# Riala
Riala – miejscowość (tätort) w Szwecji, w regionie administracyjnym (län) Sztokholm, w gminie Norrtälje.
Według danych Szwedzkiego Urzędu Statystycznego liczba ludności wyniosła: 329 (31 grudnia 2015), 360 (31 grudnia 2018) i 373 (31 grudnia 2019).